# Phaffans
Phaffans es una comuna francesa situada en el departamento del Territorio de Belfort, de la región de Borgoña-Franco Condado.
Los habitantes se llaman Phaffanais.

## Geografía
Está ubicada a 6 km al este de Belfort y forma parte de la aglomeración urbana de esta ciudad.

## Demografía
| 124 | 136 | 342 | 350 | 353 | 315 | 342 | 321 | 442 |
| Para los censos de 1962 a 1999 la población legal corresponde a la población sin duplicidades (Fuente: INSEE [Consultar]) |     |     |     |     |     |     |     |     |